# Giannīs Iōannidīs
Iōannīs Iōannidīs, detto Giannīs (in greco Ιωάννης "Γιάννης" Ιωαννίδης?; Salonicco, 26 febbraio 1945 – Atene, 4 ottobre 2023), è stato un cestista, allenatore di pallacanestro e politico greco.

## Carriera cestistica
Da allenatore ha guidato la Grecia a due edizioni dei Campionati europei (1981, 2003).

## Carriera politica
A partire dal 2004 si è dedicato all'attività politica, venendo eletto quattro volte al Parlamento Ellenico (nel 2004, 2007, 2009 e 2012) per Nuova Democrazia.

## Palmarès

### Allenatore
- Campionato greco: 12

Aris Salonicco: 1978-79, 1982-83, 1984-85, 1985-86, 1986-87, 1987-88, 1988-89, 1989-90
Olympiacos: 1992-93, 1993-94, 1994-95, 1995-96
- Coppa di Grecia: 6

Aris Salonicco: 1985, 1986-87, 1987-88, 1988-89, 1989-90
Olympiacos: 1993-1994